# Zaharije Ostojić
Zaharije Ostojić (szerb cirill írással: Захарије Остојић, Gluhi Do, 1907. – Jasenovaci koncentrációs tábor, 1945. április 12.) montenegrói szerb és jugoszláv katonatiszt volt, aki a második világháború alatt a Draža Mihailović vezette csetnik legfelsőbb parancsnokság hadműveleti, szervezési és hírszerzési részlegének vezetőjeként szolgált Jugoszláviában. A jugoszláv tengely inváziója előtt a Jugoszláv Királyi Hadsereg őrnagya volt, és részt vett abban a puccsban, amely 1941. március 27-én menesztette Pál jugoszláv herceget. A puccs után Pál herceget elkísérte a száműzetésbe Görögországba, és a tengelyhatalmak áprilisi inváziója során Kairóban tartózkodott. 1941 szeptemberében Bill Hudson brit különleges műveleti ügyvezető tiszttel és két társával együtt az olasz montenegrói kormányzóság területén szállt partra. Hudsont elkísérte Szerbia németek által megszállt területére, és Užicében bemutatta Josip Broz Tito jugoszláv partizánvezérnek, majd elkísérte Hudsont a Ravna Gorába is, hogy találkozzon Mihailovićtyal. Ostojić hamarosan Mihailović vezérkari főnöke lett, és miután 1941 decemberében egy hadművelet során a csetnik vezért elfogták, a csetnik legfelsőbb parancsnokságot Montenegróba vitte, ahol 1942 júniusában újra egyesült Mihailovićtyal. 1942 hátralévő részében Ostojić ellentámadást indított Független Horvát Állam usztasa csapatai ellen, akik visszatértek a kelet-boszniai Foča városba, ahol azt várták, hogy folytassák népirtó szerbellenes politikájukat. Ezt követően az Ostojić parancsnoksága alatt álló erők több mint 2000 helyi muszlimot öltek meg a városban. Ostojić később a Montenegró és a Szandzsák közötti határvidéken felügyelte a civilek nagyszabású mészárlását és a muszlim falvak felgyújtását.

A csetnik zászló

Míg a csetnikek távlati céljaik tekintetében tengelyellenes mozgalomnak számítottak, és korlátozott ideig marginális ellenállási tevékenységet folytattak, a háború szinte teljes ideje alatt taktikai vagy szelektív együttműködést folytattak a megszálló hatóságokkal a partizánok ellen. Ezt 1942 végén és 1943 elején látványosan demonstrálták, amikor Ostojić az olasz csapatokkal együttműködve tervezte meg és felügyelte a csetnikkel részvételét a neretvai csata nagyméretű partizánellenes offenzívájában. 1944-ben a csetnik erők vezetője lett Hercegovinában, és Dobroslav Jevđevićtyével együtt részt vett a szövetséges erőkkel való megegyezésre irányuló kísérletekben. 1944 végén, amikor a partizánok egyre jobban uralmuk alá hajtották az ország területét, és segítettek a szovjet Vörös Hadseregnek segített Belgrád elfoglalásában, Bosznia északkeleti részén újra csatlakozott Mihailovićhoz, de nem tudtak megegyezni abban, hogy mit tegyenek, folytassák a harcot a partizánokkal vagy kíséreljék meg a menekülést Jugoszláviából. Ostojić, Pavle Đurišić és Petar Baćović csetnik vezetőkkel, valamint Dragiša Vasić csetnik ideológussal úgy döntött, hogy nyugatra, a mai Szlovéniában található „Ljubljanai-kapu” területére távozik, ahol más kollaboráns erők is koncentrálódtak. 1945 áprilisának elején a partizánok és a Független Horvát Állam fegyveres erőinek (horvátul: Hrvatske oružane strage, HOS) támadásaival szemben az egyesített csetnik haderő vereséget szenvedett a Lijevče-mezei csatában, mely után Ostojićot csapdába csalták, és elfogták az usztasák. Ezt követően a jasenovaci koncentrációs táborba hurcolták és Đurišićtyal, Baćovićtyal és Vasićtyal együtt kivégezték.

## Élete
Zaharije Ostojić 1907-ben született Gluhi Do faluban, Montenegróban, a Crmnicai kerületben, Bar adriai tengeri kikötője közelében. Szülőfaluja a Montenegrói Királyság, majd az első világháború után a Szerb-Horvát-Szlovén Királyság, 1929-ben pedig a Jugoszláv Királyság része lett. Iskolái elvégzése után Ostojić a Jugoszláv Királyi Légierőhöz (szerb-horvát latinul: Jugoslovensko kraljevsko ratno vazlohostvo, JKRV) csatlakozott, és már a második világháború kitörése előtt őrnagyi rangra emelkedett. Ostojić korai életéről keveset jegyeztek fel, de az tudható, hogy húga férjhez ment a Jugoszláv Királyi Hadsereg tábornokához Ljubo Novakovićhoz, egy másik montenegrói szerbhez, aki Ostojićhoz hasonlóan később csetnik parancsnok lett a második világháború alatt.

### A második világháború első időszaka
A második világháború kitörése után 1939 szeptemberében Pál jugoszláv régensherceg kormánya kinyilvánította semlegességét. Ennek ellenére, és azzal a céllal, hogy biztosítsa déli szárnyát a Szovjetunióval szemben tervezett inváziójához, Adolf Hitler komoly nyomást kezdett gyakorolni Jugoszláviára, hogy írja alá a háromoldalú egyezményt és csatlakozzon a tengelyhatalmak alkotta szövetséghez. Némi késlekedés után a jugoszláv kormány feltételesen 1941. március 25-én aláírta a paktumot. Két nappal később egy feltételezhetően tengelyellenes vértelen államcsíny leváltotta Pál herceget, és nagykorúnak nyilvánította az akkor 17 éves Péter herceget. Ostojić szoros kapcsolatban állt a puccs egyik fő felbujtójával, a JKRV parancsnok-helyettesével, Borivoje Mirković dandártábornokkal, és személyesen is részt vett a puccsban. Ezután elkísérte Pál herceget a görögországi száműzetésbe, majd továbbutazott Kairóba.

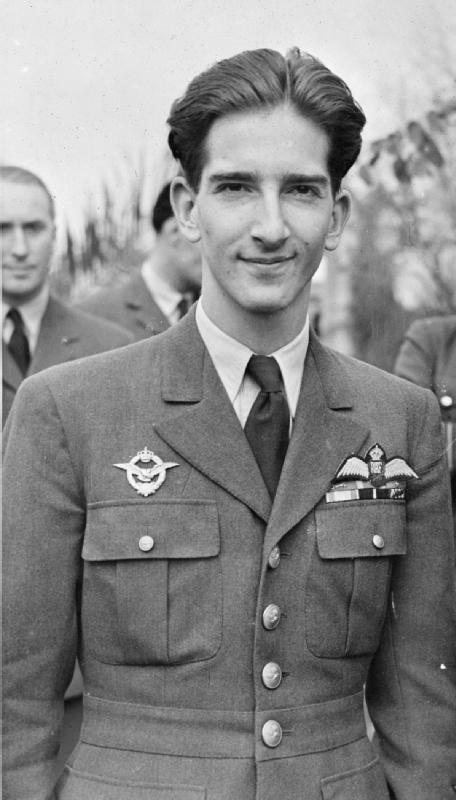
II. Péter jugoszláv király

Ostojić a németek vezette inváziót és a 11 nappal későbbi jugoszláv kapitulációt követően is Kairóban maradt mindaddig, amíg be nem választották abba az egyesített brit-jugoszláv különleges műveleti vezetői csapatba, amelynek be kellett szivárognia a megszállt Jugoszláviába, és kapcsolatba kellett lépnie az ellenállási csoportokkal. A csapat többi tagja: Bill Hudson kapitány, egy JKRV-s tiszttársa Mirko Lalatović őrnagy, és egy rádiós voltak. 1941. szeptember 13-án Kairóból Máltára repültek, majd 1941. szeptember 20. és 22. között a HMS Triumph brit tengeralattjáróról szálltak partra Montenegró partjainál, Petrovac közelében. Gyorsan kapcsolatba kerültek a kommunista vezetésű montenegrói partizánokkal, köztük Milovan Đilasszal és Arso Jovanovićtyal, akik Hudsont és Ostojićot a partizánok által ellenőrzött Užicébe kísérték. Amíg Hudson a partizánokkal ismerkedett, Ostojić meglátogatta Draža Mihailović csetnik vezér ravna gorai főhadiszállását. Mihailović eligazítása után Ostojić visszament, hogy elkísérje Hudsont Ravna Gorába, ahova október 25-én érkezett meg. Amikor először érkezett Ravna Gorába, Ostojić üzenetet adott át Mihailovićnak a jugoszláv emigráns kormány hadügyminiszterétől, Bogoljub Ilić tábornoktól, amelyben a száműzetésben lévő kormány hivatalos támogatásáról biztosította őt, de kijelentette, hogy „a lázadás nem tolerálható”. Ostojić azt is elmondta Mihailovićnak, hogy a kommunisták átvették az irányítást Montenegróban. Ostojić és Lalatović ezután Mihailović legfelsőbb parancsnokságának főhadiszállásán foglaltak el vezető beosztást.

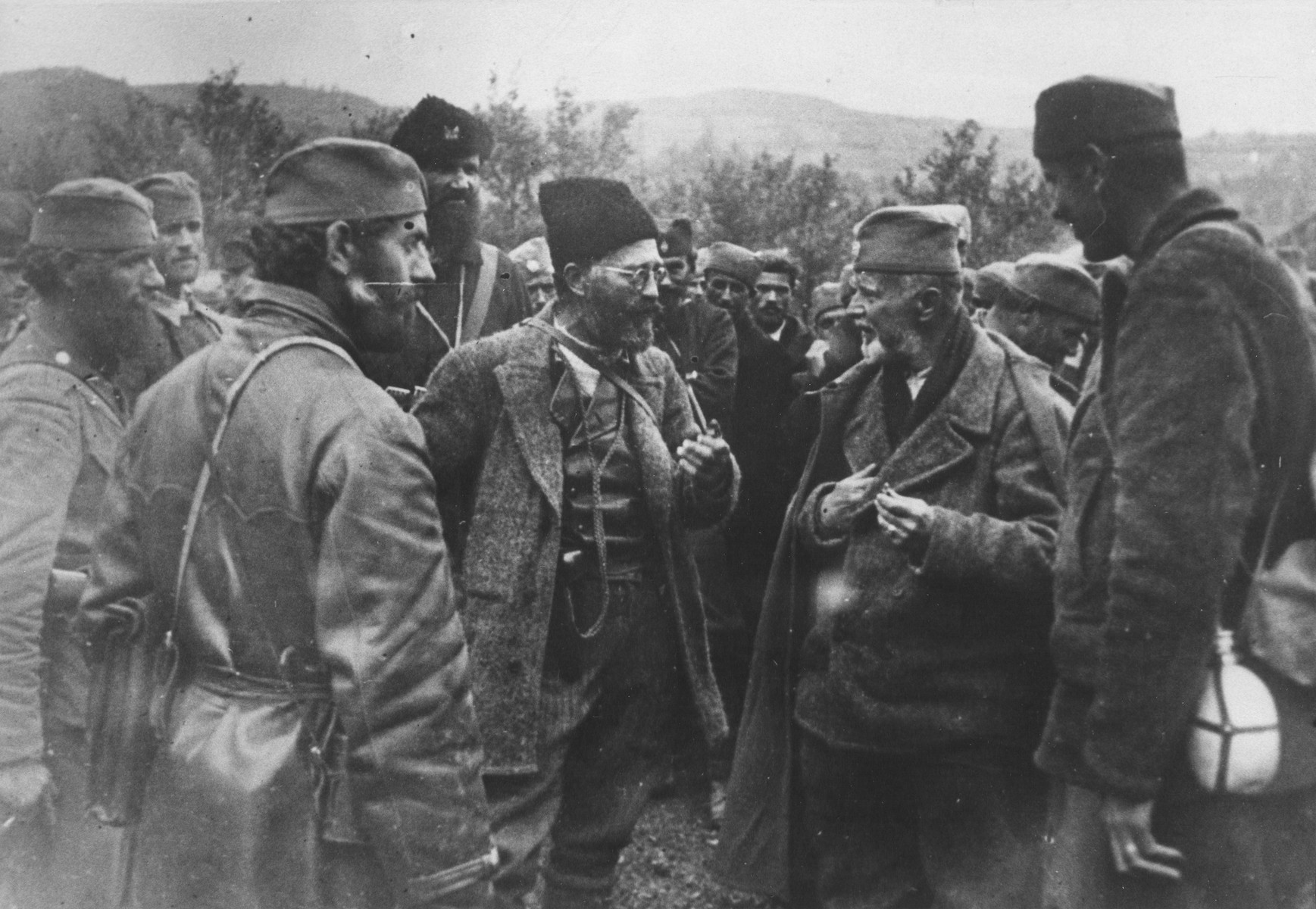
Draža Mihailović megbeszélést tart embereivel

A csetnikek stratégiája kezdettől fogva az volt, hogy megszervezzék és erősítsék erejüket, de a megszálló erők elleni fegyveres hadműveleteket elhalasztották addig, amíg azok felvonulnak a nyugati szövetségesek Jugoszláviában remélt partraszállásával szemben. Emiatt a csetnikek csak félvállról csatlakoztak a kezdetben sikeres, partizánok által kezdeményezett szerbiai felkeléshez, miután az 1941 júliusában elkezdődött, de szinte azonnal nyilvánvalóvá vált, hogy a két mozgalom céljai túlságosan eltérőek ahhoz, hogy valódi legyen az együttműködés. Miután Mihailović rájött, hogy a partizánok célja a sok nemzetiségű és kommunista Jugoszlávia megteremtése, ami teljesen ellenkezett a csetnikek fő céljával, mely egy „Nagy-Szerbia” létrehozását irányozta elő, a monarchia és a szerb hegemónia tervezett visszatérése mellett, felismerték, hogy a partizánok a fő ellenségeik. Készek voltak szövetségre lépni bárkivel, aki segít nekik legyőzni a partizánokat, beleértve a megszálló hatalmakat és a velük együttműködőket is, mint a fasiszta usztasa bábállam, a Független Horvát Állam (szerb-horvát latin: Nezavisna Država Hrvatska, NDH). November 1-jén a csetnikek sikertelenül támadták meg a partizánok užicei főhadiszállását, és onnantól kezdve a két mozgalom közötti ellenségeskedés Szerbia megszállt területéről fokozatosan átterjedt Jugoszlávia többi részére.

### Montenegrói áttelepülése
A sikeres német felkeléselhárító hadműveleteket, valamint a partizánokkal való szakítást követően Mihailović 1941 decemberének elején elmenekült. Ostojić egy kis főhadiszállást tartott fenn, amely főként a hírszerző állományból állt, és Mihailović kis létszámú állománya közelében maradt. Mihailović végül Montenegróba utazott, ahová 1942 júniusában érkezett meg. Ostojić, Hudsonnal és más tisztekkel Olaszországon át utazva nem sokkal ezután csatlakoztott hozzá, mivel Szerbia németek által megszállt területén a városokat a fasiszta bábkormány, a Nedić-rezsim csapatai ellenőrizték. Ekkorra a csetnik mozgalom már elhatározta, hogy nem harcol a németek ellen, és nem sokkal azután kezdett együttműködni a Nedić-rezsimmel, hogy Užicénél megtámadták a partizánokat. Mire Mihailović Montenegróba ért, a csetnik különítmények egyre nagyobb hányada működött együtt az olaszokkal nemcsak Montenegróban, hanem az NDH által megszállt területeken is.

Montenegró a II. világháború alatt

1942. július 30-án kelt direktívalevélben Ostojić minden csetnik parancsnokot arra buzdított, hogy „a lehető leghatékonyabb szóbeli és írásbeli propagandát dolgozza ki”. Kijelentette, hogy „meg kell győzni az embereket arról, hogy a csetnikek az egyetlen barátaik, tőlük várhatják el a szabadságot és a boldog életet”, és utasította a csetnikeket, hogy „dolgozzanak éjjel-nappal, és tartsák fenn a nép szellemét”. Azt írta: „közel a szabadság órája. A szövetséges segítség a csetnikeknek biztosított, és az egész világ csodálja őket.” Augusztusban miközben az olaszok kivonultak, ellentámadást indított a Fočába visszatérő usztasa csapatok ellen. A csetnikek attól tartottak, hogy az usztasák újabb népirtó erőszakot fognak rászabadítani a környék szerb lakosságára. Miután elfoglalták a várost, az Ostojić parancsnoksága alatt álló erők egalább 2000 helyi muzulmánt öltek meg Fočában. A kelet-bosznia-hercegovinai csetnik parancsnok, Petar Baćović jelentette Mihailovićnak a mészárlást. Marko Attila Hoare történész szerint ez a mészárlás része volt annak a „szisztematikus erőfeszítésnek, hogy kiirtsák vagy elűzzék a muszlim és horvát lakosságot” Jugoszlávia azon részeiből, amelyek Nagy-Szerbia részét képezték volna. Ezzel egyetért a történész Jozo Tomasevich is, aki megjegyzi, hogy a nem szerb lakosság elűzése erről és más területekről az etnikailag homogén Nagy-Szerbia létrehozásának fő csetnik ideológiája érdekében történt.
A csetnikek Nagy-Szerbia ideológiájával összhangban 1942 novemberében Mihailović arra ösztönözte Ostojićot, hogy folytasson terrorhadjáratot a Montenegró és a Szandzsák határai mentén élő muszlim lakosság ellen, és ezt követően arról számolt be, hogy a csetnikek 21 falut pusztítottak el, és a falvakban, és mintegy 1300 embert öltek meg. 1942. november 30. és december 2. között Ostojić képviselte Mihailovićot a montenegrói fiatal csetnik értelmiségiek konferenciáján, a szandzsáki Bijelo Polje melletti Šahovići faluban, amelyen Pavle Đurišić montenegrói csetnik vezető is részt vett. A konferenciát Đurišić uralta, határozataiban pedig „szélsőséges és intolerancia fejeződött ki”, valamint egy olyan terv, amely a háború előtti status quo visszaállítására irányult Jugoszláviában, amelyet kezdeti szakaszában a csetnik diktatúra valósított volna meg. Jugoszlávia szomszédai területének egyes részeire is igényt támasztott. A konferencia során Ostojić megpróbálta mérsékelni a többi küldött befolyását.

### A neretvai csata
Néhány héttel a konferencia után Mihailović elküldte Ostojićot, hogy a délkelet-boszniai Kalinovikban hozzon létre egy előretolt főhadiszállást. Ostojić a boszniai partizán erők bekerítését és megsemmisítését célzó hadművelet parancsnoka volt, amelynek során a Hercegovinában és Montenegróban olasz segédcsapatként szolgáló csetnik egységeket, valamint a Lika régióban, Észak-Boszniában és Észak-Dalmáciában más csetnik egységeket kellett alkalmazni. A terv a szövetségesek dalmáciai partraszállásán alapult, amelyről Mihailović úgy vélte, hogy a közeljövőben lesz. A vázlatos koncepció az volt, hogy a csetnikek folyosót alakítanak ki az NDH olaszok által megszállt övezetén keresztül egészen a partizánok felszabadított területéig Nyugat-Boszniában és Likában, homályos ígéretek kombinációjával semlegesítve az olaszokat, megadásra ösztönözve, és szükség esetén semlegesítve őket. A tervet 1942. december elejére Mihailović montenegrói főhadiszállásán véglegesítették, és a hadműveletek megkezdését 1943. január 5-én tervezték. A terv azt feltételezte, hogy Mihailović erői egységesek, illetve hogy hatásköre sokkal több csetnik egységre is kiterjed, ami azonban nem felelt meg a valóságnak.

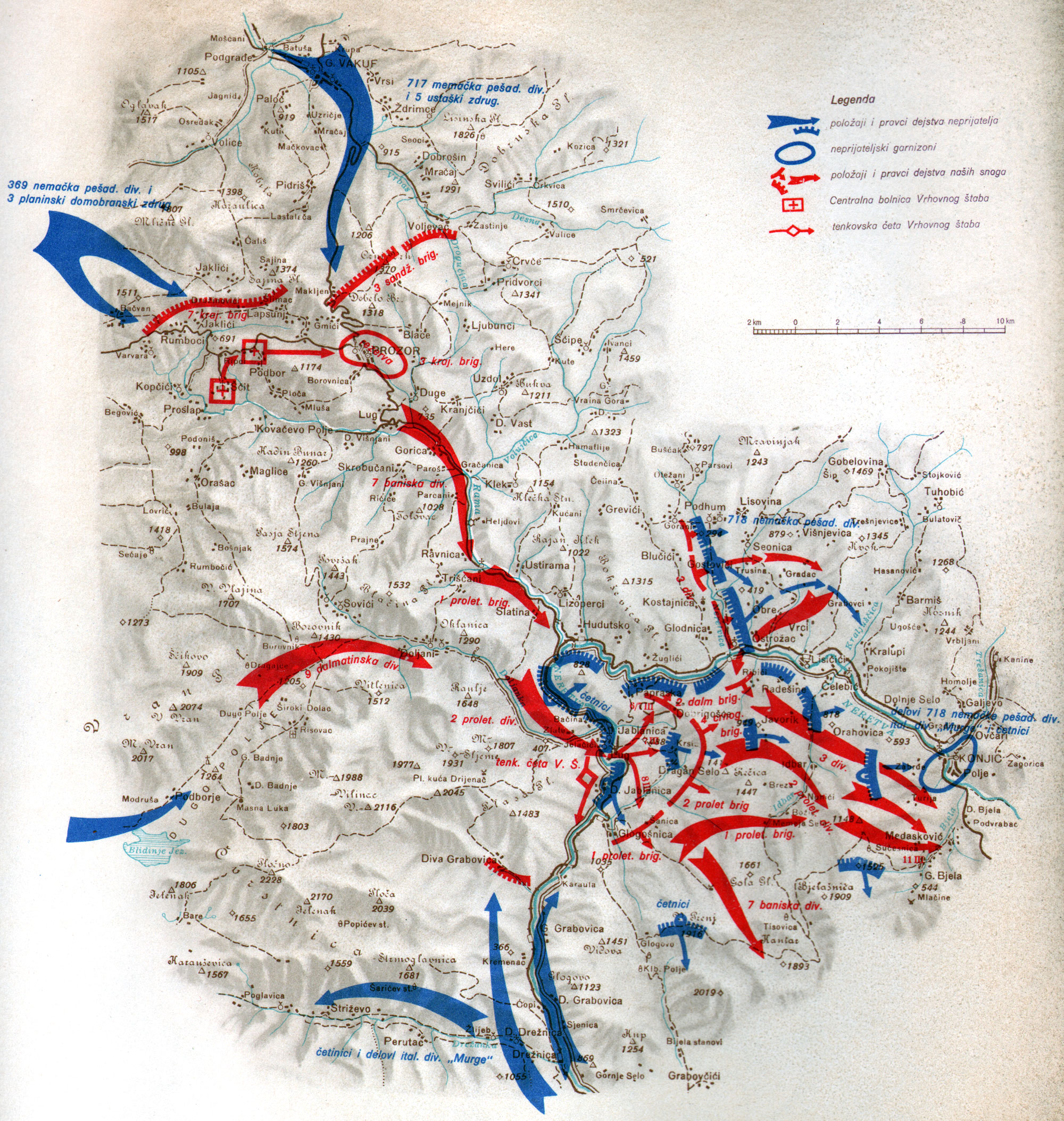
A Neretvai csata térképe

Ehelyett az történt, hogy a csetnikeket, akik a „boszniai felvonulásra” készültek, szorosabb együttműködésbe vonták a tengelyhatalmakkal a hadművelet második szakaszában, amely a Neretva és a Rama folyók völgyében zajlott 1943. február végén. Ezen offenzíva során 12-15 000 csetnik harcolt az olasz, egy esetben pedig a német és horvát csapatok mellett a partizánok ellen. Annak ellenére, hogy a csetnik hosszú távú céljai megvalósításában tengelyellenes mozgalom volt, és korlátozott ideig marginális ellenállási tevékenységet folytattak, a neretvai csatában való részvételük a tengely megszálló erőivel való együttműködésük egyik legjelentősebb példája. Ebben az esetben a résztvevő csetnikek olasz irányítás alatt legalizált segéderőként működtek. Ostojić úgy vélte, hogy az ilyen akciók miatt veszítik el a csetnikek a szövetségesek támogatását, és azt írta Mihailovićnak, hogy a szövetségesek valószínűleg támogatták volna a csetnikeket, ha jobban részt vettek volna a megszállás elleni harcban. Ostojić elmondta Mihailovićnak, hogy tisztjei is ezen a véleményen vannak, és javasolta a csetnik együttműködés újragondolását. Mihailović azonban, amikor megkapta Ostojić üzenetét, eszébe sem jutott változtatni a stratégiáján.

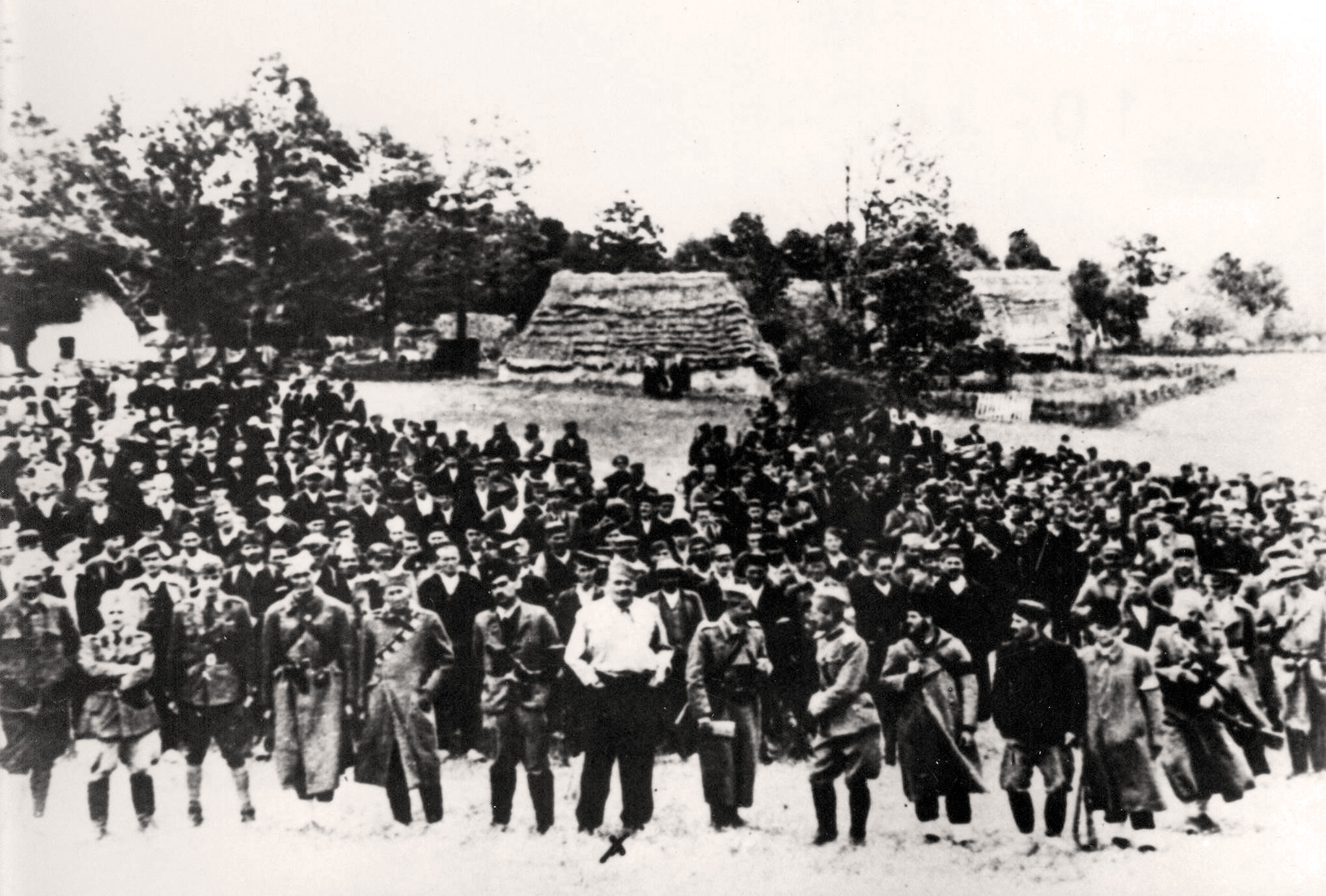
Csetnikek a Neretvai csatában

Ostojić visszautasította a Mihailović parancsát, amely arra szólította fel a csetnikeket, hogy maradjanak a Neretvától délre és keletre, nehogy a partizánok átkarolják őket. Ezt az alapvetően védekező stratégiát azonban elutasították a hercegovinai csetnikek parancsnokai, Dobroslav Jevđević és Bajo Stanišić, akik a tengelyhatalmak által irányított támadó stratégiát kívánták követni. Ez nagyon nehéz helyzetbe hozta Ostojićot, mivel néhány kulcsfontosságú különítményparancsnoka inkább az olaszok parancsát követte, mint az övét, míg a csetnikek az olasz légi és tüzérségi támogatásra támaszkodtak, különösen Jablanica környékén. Ostojić ezt követően meggondolta magát, támogatta az olasz támadási terveket, és 1943. február 27-én támadást indított, hogy megakadályozza a partizánok visszavonulását Jablanicából Prozorba. A támadás azonban határozatlan volt, és Ostojić megrovásban részesítette a felelős különítményparancsnokokat, különösen Stanišićot.
Ebben a fázisban Ostojić először arra kérte Jevđevićet, hogy szerezzen be több készletet az olaszoktól, majd amikor azok ezt megtagadták, hadat üzent nekik. Március elején, amikor a partizánok Jablanicánál átkeltek kelet felé a Neretván, Mihailović csatlakozott Ostojićhoz. Egyik másik montenegrói csetnik parancsnoknak írt levelében Mihailović kijelentette, hogy az egész hadműveletet Ostojićon keresztül irányítja, bár Mihailović később, amikor a jugoszláv bíróság a háború utáni tárgyalása során erről kérdezte tagadta, hogy ő irányította volna a hadműveletet. Mihailović és Ostojić rájöttek, hogy a csetnik csapatok nagy koncentrációja Mostarban és környékén, valamint a közeli bauxitbányáknál felkeltette a németek figyelmét, és miközben erre összpontosítottak, a partizánok március közepére befejezték a Neretván való átkelést.
Mihailović érkezése után két héten belül a partizánok visszavonulásra kényszerítették a csetnikeket, akik még március vége előtt elveszítették Nevesinjét, majd Kalinovikot. A harcok során a csetnik parancsnokok rosszul fegyelmeztek, és nem működtek együtt, ami miatt Ostojić hadbírósággal és gyors kivégzéssel fenyegette meg őket. Mihailović megparancsolta Ostojićnak, hogy vonja vissza a csetnikeket a Drina–Piva folyók vonalán, Jablanicától mintegy 80–90 kilométerre délkeletre. Ekkorra a csetnikek súlyos veszteségeket szenvedtek, és a partizánok április elején áttörték az olasz–csetnik védelmi vonalat.  Egy 1944. novemberi jelentésben, jóval azután, hogy a britek a megszállókkal való együttműködésük és az ellenük való tétlenségük miatt megvonták a támogatásukat a csetnikektől Bill Bailey ezredes, az akkori magas rangú brit összekötő tiszt. az ügyben kifejtette, hogy mind Ostojić, mind Vojislav Lukačević őrnagy nagyon bírálta Mihailović „vakmerő, bár bátor, taktikai bánásmódját” a csetnik erőkkel kapcsolatban a neretvai csata során, ami „nagymértékben hozzájárult a hadműveletek kudarcához”. Ostojić maga nem rendelkezett a szükséges felhatalmazással beosztott parancsnokaival szemben, nem tudott megbirkózni a gyorsan változó helyzettel, kezdetben népszerűtlen és nem hatékony védekezési stratégiát alkalmazott, majd a különítmény parancsnokait okolta a csetnik kudarcokért.

### A hanyatlás kezdetei
1943 júliusában a montenegrói partizánvezér, Đilas felvette a kapcsolatot Ostojićtyal és Baćovićtyal is, hogy kifejezzék hajlandóságukat a közös munkára a megszállók ellen, tekintettel arra, hogy Mihailović nélkül új emigráns kormány jön létre. Jelentették ezt a kapcsolatfelvételt Mihailovićnak, aki megfenyegette őket, hogy kizárják őket csetnik szervezetéből, ha kapcsolatot tartanak fenn a partizánokkal. 1944 szeptemberére Ostojićot alezredessé léptették elő, és ő lett a kelet-boszniai csetnik területek parancsnoka. 1944 szeptemberének elején, mivel a Purić-féle száműzetésben lévő kormány megszűnésével Mihailovićot a hadsereg, a haditengerészet és a légierő miniszteri posztjáról eltávolították, Ostojić megpróbált kapcsolatba lépni a szövetséges erőkkel Olaszországban, és megállapodott Lukačevićtyal egy a néphez szóló kiáltvány megszövegezéséről, amelyben elmagyarázza, hogy meg akarják támadni a németeket. 1944. szeptember 12-e után, amikor Péter király Jugoszláviában minden Tito körüli személyt összehívott, Ostojić és Baćović figyelmeztette Mihailovićot, hogy embereik elveszítik a partizánok elleni harci kedvüket. Aggódva attól, hogy az oroszok átadják a csetnikeket a partizánoknak, Ostojić ezután felvette a kapcsolatot az Egyesült Államok Stratégiai Szolgálatainak csetnikekkel összekötő tisztjével, Robert H. McDowell ezredessel, de nem tudta elintézni, hogy a csetnikeket amerikai parancsnokság alá helyezzék.

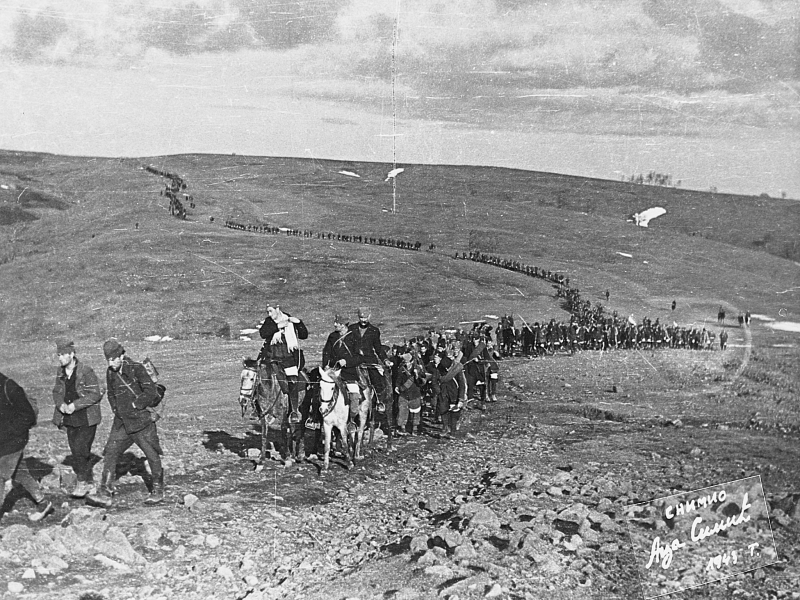
A 2. ravnagorai hadtest menetelése

### Visszavonulás és halál
Miután 1944. október 20-án a szovjet Vörös Hadsereg és partizán egyesített erők támadása következtében Belgrád elesett, Mihailović néhány száz főnyi csetnikével kivonult a szerb területről, átkelt a Drinán, és Bosznia északkeleti részére, a Tuzlától északra fekvő Majevica hegyvidékére vonult. Ostojićhoz, aki a hercegovinai csetnikeket irányította, Đurišić és montenegrói csetnikjei csatlakoztak, és együtt vonultak vissza Mihailović csapatai felé. Attól kezdve, hogy Mihailovićhoz csatlakozott, Đurišić nagyon bírálta Mihailović vezetését, és határozottan érvelt amellett, hogy a megmaradt csetnik csapatok a mai Szlovéniába, a Ljubljanai-kapu területére vonuljanak. Ekkor már Ostojić és Baćović is megkérdőjelezte Mihailović terveit. Amikor Mihailović hajthatatlan maradt, Đurišić úgy döntött, hogy Mihailovićtól függetlenül a Ljubljanai-kapuhoz vonul, és megszervezte, hogy segítsék mozgását Dimitrije Ljotić erői a nyugat-boszniai Bihács közelében találkozzanak vele. Amikor elhagyta Mihailovićot, csatlakozott hozzá Dragiša Vasić csetnik ideológus, az Ostojić és Baćović által irányított csetnik különítmények, valamint nagyszámú menekült is.
Đurišić annak érdekében, hogy Bihácsra jusson, biztonsági megállapodást kötött a Független Horvát Állam Fegyveres Erőinek (horvátul: Hrvatske oružane strage, HOS) egységeivel és a montenegrói szeparatistával, Sekula Drljevićtyel. A megállapodás részletei nem ismertek, de úgy tűnik, Đurišićnak, Ostojićnak és Baćovićnak és csapataiknak a Száva folyón kellett átkelniük Szlavóniába, hogy montenegrói nemzeti hadseregként csatlakoznak Drljevićhez, Đurišić pedig megtartja a hadműveleti parancsnokságot. A csetnikek azonban úgy tűnik, hogy megpróbálták túljárni a HOS erőinek és Drljevićnek az eszén azzal, hogy betegeiket és sebesülteiket átküldték a folyón, de egészséges csapataikat a folyótól délre tartották, majd elkezdték mozgatni őket nyugat felé. A HOS csapataitól és a partizánoktól zaklatva elérték a Vrbas folyót, amelyen átkeltek. A Banja Lukától északra fekvő Lijevče-mezei csatában, amelyet 1945. március 30. és április 8. között vívtak, az egyesített csetnik haderő súlyos vereséget szenvedett az erősebb HOS erőitől, amely németek által szállított harckocsikat is birtokolt.
Ezt a vereséget és az egyik alegységük Drljevićhez való átállását követően Đurišićot arra kényszerítették, hogy közvetlenül tárgyaljon a HOS-erők vezetőivel a csetnikek további mozgásáról a Ljubljanai-kapu felé. Úgy tűnik azonban, hogy ez csapda volt, mivel a találkozóra menet megtámadták és elfogták őket. Tomasevich szerint nem világos, hogy pontosan mi történt elfogása után, de Baćovićot, Đurišićot, Vasićot és Ostojićot, valamint néhány szerb ortodox papot és másokat meggyilkolták. Ostojić sírjának helye, ha van, ismeretlen. Mind az NDH-erőknek, mind Drljevićnek megvolt az oka, hogy elfogja Đurišićot és az őt kísérőket. Az NDH erőit az a tömeges terror motiválta, amelyet Đurišić, Ostojić és mások a szandzsáki és délkelet-boszniai muszlim lakosság ellen követtek el, míg Drljević ellenezte, hogy Đurišić támogassa Szerbia és Montenegró unióját, amely ellentétes volt Drljević szeparatizmusával.

### Könyvek
- Prešućivani četnički zločini u Hrvatskoj i u Bosni i Hercegovini 1941–1945 (szerbhorvát nyelven). Zagreb, Croatia: Hrvatski institut za povijest [Croatian Institute of History] (1999). OCLC 606588245
- Hoare, Marko Attila. Bosnian Muslims in the Second World War. Oxford, UK: Oxford University Press (2013). ISBN 978-0-231-70394-9
- Kurapovna, Marcia Christoff. Shadows on the Mountain: The Allies, the Resistance, and the Rivalries that Doomed WWII Yugoslavia. New Brunswick, New Jersey: John Wiley & Sons (2009). ISBN 978-0-47061-566-9
- Malcolm, Noel. Bosnia: A Short History. New York: New York University Press (1994). ISBN 978-0-8147-5520-4
- Milazzo, Matteo J.. The Chetnik Movement & the Yugoslav Resistance. Baltimore, Maryland: Johns Hopkins University Press (1975). ISBN 978-0-8018-1589-8
- Pajović, Radoje. Pavle Đurišić (szerbhorvát nyelven). Zagreb, Yugoslavia: Centar za informacije i publicitet [Center for Information and Publicity] (1987). ISBN 978-86-7125-006-1
- Pavlowitch, Stevan K.. Hitler's New Disorder: The Second World War in Yugoslavia. New York: Columbia University Press (2007). ISBN 978-1-85065-895-5
- Redžić, Enver. Bosnia and Herzegovina in the Second World War. Abingdon, UK: Routledge (2005). ISBN 978-0-7146-5625-0
- Roberts, Walter R.. Tito, Mihailović and the Allies: 1941–1945. New Brunswick, New Jersey: Rutgers University Press (1973). ISBN 978-0-8135-0740-8
- Shelley, Fred M.. Nation Shapes: The Story Behind the World's Borders. Santa Barbara, California: ABC-CLIO (2013). ISBN 978-1-61069-106-2
- Tomasevich, Jozo. War and Revolution in Yugoslavia, 1941–1945: The Chetniks. Stanford, California: Stanford University Press (1975). ISBN 978-0-8047-0857-9
- Tomasevich, Jozo. War and Revolution in Yugoslavia, 1941–1945: Occupation and Collaboration. Stanford, California: Stanford University Press (2001). ISBN 978-0-8047-3615-2
- Trew, Simon. Britain, Mihailovic and the Chetniks, 1941-42. Basingstoke, UK: Palgrave Macmillan (1998). ISBN 978-0-230-38976-2
- Williams, Heather. Parachutes, Patriots and Partisans: The Special Operations Executive and Yugoslavia, 1941–1945. Madison, Wisconsin: University of Wisconsin Press (2003). ISBN 978-0-299-19494-9

### Folyóiratok
- Hehn, Paul N. (1971). „Serbia, Croatia and Germany 1941–1945: Civil War and Revolution in the Balkans”. Canadian Slavonic Papers 13 (4), 344–373. o, Kiadó: University of Alberta. DOI:10.1080/00085006.1971.11091249. JSTOR 40866373.

### Weboldalak
- Niehorster, Leo: Royal Yugoslav Armed Forces Ranks. Leo Niehorster, 2013. (Hozzáférés: 2016. február 27.)

## Fordítás
Ez a szócikk részben vagy egészben  a   Zaharije Ostojić című angol Wikipédia-szócikk ezen változatának fordításán alapul.  Az eredeti cikk szerkesztőit annak laptörténete sorolja fel. Ez a jelzés csupán a megfogalmazás eredetét és a szerzői jogokat jelzi, nem szolgál a cikkben szereplő információk forrásmegjelöléseként.